# Oveja Negra (banda mexicana)
Para el artículo sobre la revista homónima, véase Revista Oveja Negra.
Oveja Negra es una banda mexicana de Ska-Punk fundada en el año 1996, originaria de la ciudad de Guadalajara, Jalisco, México.
Su música se cataloga como ska punk libertario por el contenido de sus letras de carácter anarquista, y por como funciona la banda de manera autogestiva en la filosofía de Hazlo tú mismo.
Se consideran una de las bandas pioneras en la escena ska-punk en Guadalajara, junto a los inadapta2, No tiene la vaca, Rockelvice, etc. Se caracterizaron por desenvolverse en el movimiento anarcopunk en sus primeros años de vida, alternando con bandas de hardcore-punk y punk-rock de la localidad y de otros estados, donde grabaron con sellos autogestionados como Akracia Records, Estajanovismo Records y con mi mama me mima radio.
En los primeros años de la banda estaban Rica en la voz, Beto en la guitarra, Pepe en el bajo y Nacho en la batería. La alineación se mantuvo 1 año hasta que salió pepe de la banda, integrándose Rober, actual vocalista y guitarrista de la banda No+Mas, con esta alineación graban el demo. Después, salió Rica de la banda, con lo que la banda dejó la escena alrededor de un año. Después se reencontraron, con Milton, actual vocalista de Los gargas y con Leo, ex-saxofonista de Sangre Negra, banda de punk argentina, Toby de bajista en ese entonces de Los Gloton's Band, banda de ska-punk y Hugo, ex-trompetista de Los Gargas. Después, Milton decidió dejar la banda, y se incorporó Piojo, actual vocalista de inadapta2. Con esta alineación, se grabó el disco más reciente.
Actualmente, los integrantes de Oveja Negra son: Piojo en la voz, Beto en la guitarra, Toby en el bajo, Nacho en la batería, Caimán en el sax tenor, Oñate en la trompeta y Max en el trombón.

## Discografía
- Oveja Negra. Demo.(Estajanovismo Records) (2000)
- Ska vs Racismo. LP. (Estajanovismo Records, Mi mama me mima Records)(principios 2007)